# 生命の木

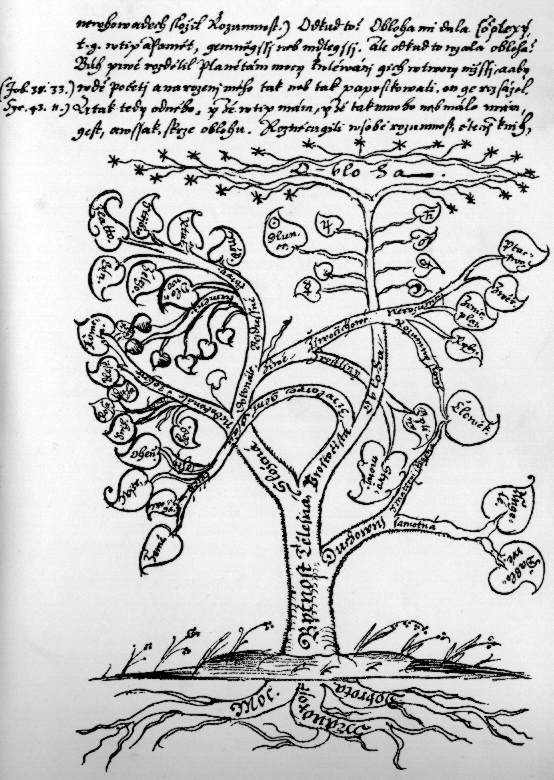
生命の木のモチーフ

生命の木（せいめいのき）とは、神話学などにおいて、世界の諸神話に広く見られる、生命を象徴する木という神話モチーフを類別する概念である。代表的なものに北欧神話の世界樹、聖書の生命の樹、仏教の娑羅樹、メソポタミアの"生命の木"、アッティスとキュベレーの神話、常世国の非時香菓（ときじくのかぐの木の実）を成らせる木などのモチーフがある。

## 起源
土居光知は、"生命の木"の起源はシュメール文明にみられるとする。ただし、シュメールのものに永劫の思想はなく、冬になれば生命力を失い、春になると若々しい姿となって復活するという再生の象徴としての木であって、大地を巡る水の源泉が湧き出している西の果ての、復活した者の住む極楽（出典まま）に生えるとされていたという。
土居は、楽園もしくは復活・再生・若返りの象徴である黄金やロートスの実をつけるとする木が西方にあるとする伝承は、ほかの古代文明にもみられるとしている。また、その地にたどりつくまでに"夜見の国"を通過しなければならない（シュメールはマシュの双生山や地下洞窟、死の海）などの伝承にも一定の共通性があることを指摘している。

## 象徴および宗教的位置づけ
ある象徴が、同時に矛盾する複数の概念を象徴すること（融即律）は特殊なケースではないように、「生命の木」の諸象徴が同時に「世界の中心」モチーフや「境界」、「死」の象徴となることも非常に多い。このためか、極楽園（出典まま）も、その位置については時代が下るにつれて諸説紛々とし、極楽園と冥界との混同や信仰的融合もみられるようになる。土居は、古代エジプトでは天界の方向をナイル川の源流にみる信仰とオサイリス（出典まま）の住む葦原を神聖視する信仰とがあったが、他民族の西方信仰の影響で、ナイル川の源泉もオサイリスの住む地も西にあるとしたのではないかという。